# 鈴木ゆうは
鈴木 ゆうは（すずき ゆうは、Yuha Suzuki、1998年5月8日 - ）は、日本の女優、ピアニスト、タレント。東京都出身。
国立音楽大学附属小学校、国立音楽大学附属中学校、東京音楽大学付属高等学校、東京音楽大学卒業。

## 来歴
2013年3月、ナルミヤ・インターナショナル主催「ナルミヤシンデレラオーディション2012」にてグランプリリンジィ賞を受賞。「ニコプチ GIRLS COLLECTION」への出演や「ナルミヤ オンラインショップ」のモデルなどを務める。
2013年6月、若手女優による演劇集団「劇団ハーベスト」に追加メンバーとして参加。ソニー・ミュージックアーティスツに所属。同年8月、劇団ハーベスト第4回公演『見切り発車シスターズ -happy go lucky-』にて舞台初出演。2015年5月、劇団ハーベストを退団。
2018年5月、講談社が7年ぶりに開催した「ミスマガジン2018」にエントリー（ベスト16選出）。同年11月、ミスマガジンのファイナリスト9名による劇団ミスマガジンによる舞台『ソウナンですか?』演劇版に出演。
2020年4月、テレビ神奈川の情報番組『LOVEかわさき』にプレゼンターとして出演（～2021年3月）。
2021年3月、ソニー・ミュージックアーティスツを退所。同年4月、日本コロムビアへ移籍。
2022年5月8日、初のピアノソロライブを開催。同年10月22日、フジテレビ『芸能界特技王決定戦 TEPPEN』に出演。
2024年TikTokフォロアーが10万人を超える。

## 人物
- 趣味・特技はピアノ、クラシックバレエ
- ピアノは「ショパン国際ピアノコンクール inアジア」（地区大会 銀賞）、「べーテン音楽コンクール」において入賞経験あり。
- バレエは「NBA全国バレエコンクール」（レフォール賞）、「全国プレバレエコンクール」（奨励賞）において入賞経験あり。

## 出演

### 舞台
- 劇団ハーベスト
  - 第4回公演『見切り発車シスターズ-happy go lucky-』（2013年8月7日 - 11日、シアターグリーン BIG TREE THEATER） - 大中梨那 役
  - 第5回公演『反重力ガール -sparting over!!-』（2014年3月26日 - 30日、新宿SPACE107） - 北別府唯 役
  - 第6回公演『裏と表とコーヒーフロート』（2014年7月30日 - 8月7日、ステージカフェ 下北沢亭） - 伊集院さくら 役
  - 冬の特別公演『季節外れの収穫祭冬だって採れるもんは採れる！ Bon appétit!』（2014年12月24日 - 29日、ステージカフェ 下北沢亭）
  - 第7回公演『明日の君とシャララララ』（2015年3月25日 - 29日、シアター711）
- 劇団ミスマガジン2018『ソウナンですか?』演劇版（2018年11月7日 - 11日、シアターブラッツ） - 天谷睦 役
- 神保町花月プロデュース『No.2』（2019年8月22日 - 9月1日、神保町花月） - イツコ 役
- 劇団皇帝ケチャップ
  - 第9回本公演『何も変わらない今日という日の始まりに』（2019年12月18日 - 22日、中野ザ・ポケット） - 永作矢射子 役
  - 第10回本公演『春に思い出す、夏の君はもう遠く』（2020年9月9日 - 13日、シアターKASSAI） - ユカリ 役
  - 第12回本公演『無視できない私の中の感情』（2021年11月20日 - 23日、コフレリオ新宿シアター） - 倉科穂乃果 役[5]
  - 第13回本公演『選ばれるのはいつだって一人なんだから』（2022年5月9日 - 15日、シアターKASSAI） - 伊藤愛世 役
  - 第14回本公演『あなたに会いたいから私は今日も空を見上げる』（2022年11月2日 - 6日、浅草九劇） - 主演・藤島栞里 役
  - 第15回本公演『虚しさだけがいつも傍にある』（2023年4月19日 - 23日、浅草九劇） - 神谷湊 役
  - 第16回本公演『私の娘でいて欲しい』（2023年11月8日 - 12日、浅草九劇）
  - 第17回本公演『あなただけがそこにいる』（2024年4月24日 - 28日、浅草九劇）
  - 第18回本公演『何も変わらない今日という日の始まりに リブート』（2024年11月13日 - 17日、浅草九劇）
- ミュージカル『モンタージュ～届けたい一通のラブレター～』（2023年9月20日 - 24日）

### テレビ番組
- ABEMA Prime（2018年5月1日、AbemaTV）
- 矢口真里の火曜The NIGHT（2018年5月8日、AbemaTV）
- ジロッケン環七フィーバー（2018年6月2日 - 2019年8月31日、テレビ神奈川） - ナレーション
- LOVEかわさき（2020年4月4日 - 2021年3月20日、テレビ神奈川） - プレゼンター
- 全力坂（2021年9月27日・10月4日・27日・2022年1月5日・6日、テレビ朝日）
- ゴッドタン（2022年5月21日、テレビ東京）
- 芸能界特技王決定戦 TEPPEN（2022年10月22日・2023年2月4日、フジテレビ）
- ゴッドタン（2024年2月24日・3月2日、テレビ東京） - ストイック暗記王

### 映画
- ターニングポイント（2022年4月公開）
- ターニングポイント2（2022年12月公開）
- ピエロたち（2023年7月公開）
- ターニングポイント3（2023年11月公開）

### WEB
- DIVE JAPAN Vlog「SNOOPY MUSEUM TOKYO編」（2020年6月16日、DIVE JAPAN）
- ヤンマガWeb「鈴木ゆうはが水着で楽器演奏」（2020年8月18日、講談社）
- BundanTV「音大生が読むリアルな本とは！？【書店にいく！ヨビノリ×鈴木ゆうは】」（2020年11月21日、BundanTV）
- TikTokドラマ「きみどら」
- TikTokドラマ「深夜劇場」

### MV
- フジファブリック「はじまりのうた」（2014年11月28日、アルバム『FAB LIST 2』収録）
- ピーターパンJr.「その一歩を待っている」埼玉献血キャンペーンソング（2018年5月）
- フィッシャーズ「未完成人」（2018年7月21日、アルバム『僕らの色 みんなの色』収録）
- 虹色侍＆晋平太＆ゆゆうた with TATSUYA「LINE（即興）」（2020年2月）
- ぶたまん「癒えない満月」（2021年10月25日）

### 雑誌
- ヤングマガジン（講談社）
  - 2018年23号 表紙・巻頭（2018年5月7日） - ミスマガジン2018 水着グラビア
  - 2018年47号 巻末（2018年10月22日） - 劇団ミスマガジン 水着グラビア
- FRIDAY 2020年9月11日号（講談社） - 第203回「女子大生水着美女図鑑」
- 週刊FLASH 2022年8月9日号（光文社）

### デジタル写真集
- 鈴木ゆうはが水着で楽器演奏（2021年4月15日、講談社）

### その他
- ロバート秋山のクリエイターズ・ファイル 昭和の名力士・彩千丹[6]

- ロバート秋山のクリエイターズ・ファイル 白木善次郎(プロの取り巻き)①TORIMAKIに全てを捧げた男たち[7]
- DVD「アンダンテ」（竹書房、2022年6月24日）